# Baluard de Sant Llorenç (Cardona)
El baluard de Sant Llorenç és el baluard del Castell de Cardona que es troba més proper a la vila de Cardona. Forma part junt amb la bateria del tambor i la bateria de Sant Josep de les construccions que protegien el camí d'accés a la vila.
La forma actual del baluard és fruit de la remodelació feta els anys 1794-1795 per substituir les ruïnes existents d'una obra anterior en forma de mitja lluna que fou destruïda per una mina durant el setge de 1711.
Es conserva gairebé la totalitat dels elements típics d'aquest tipus d'instal·lacions. Es conserven les esplanades de canó fetes amb pedra, les troneres i els merlets, els drenatges i quasi tots els travessos habilitats com banquetes pel tir de fuselleria. Es conserva també restes de l'antiga latrina del cós de guàrdia.
A la cara dreta del baluard s'hi pot veure una creu formada amb projectils d'artilleria incrustats en el parament del mur. Aquesta creu commemora el setge de la fortalesa durant la Guerra de Successió.